# Stela Szamasz-szum-ukina

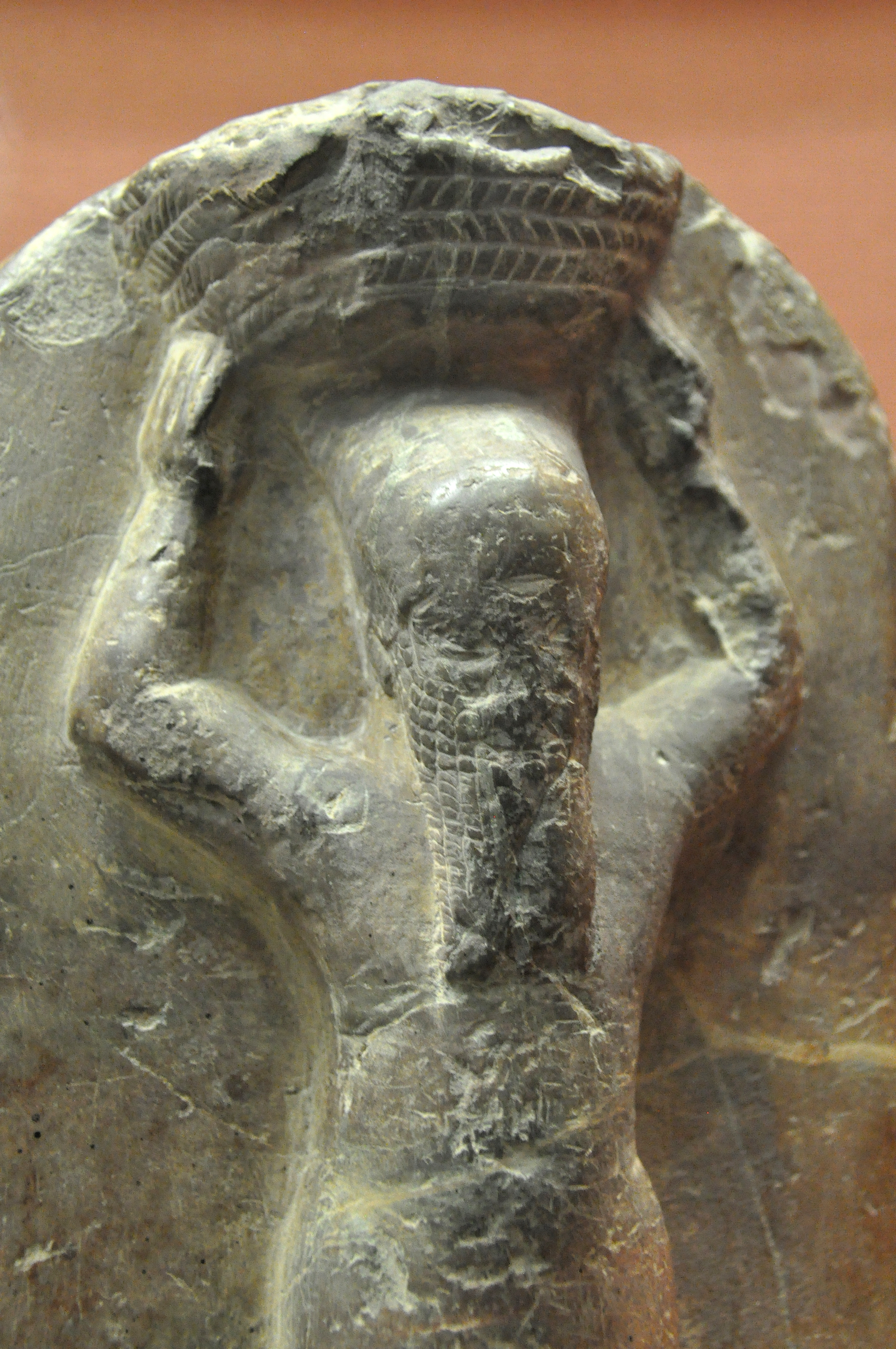
Stela Szamasz-szum-ukina z Borsippy (postać króla w przybliżeniu)

Stela Szamasz-szum-ukina – kamienna stela z przedstawieniem babilońskiego króla Szamasz-szum-ukina (668-648 p.n.e.), brata asyryjskiego króla Aszurbanipala (669–627? p.n.e.). Odnaleziona została w 1880 roku przez Hormuzda Rassama w Birs Nimrud (starożytnej Borsippie) w Iraku w trakcie prac wykopaliskowych prowadzonych na obszarze kryjącym pozostałości E-zidy, świątyni boga Nabu. Obecnie zabytek ten znajduje się w kolekcji Muzeum Brytyjskiego (nr inwent. BM 90866).

## Opis
Kamienna stela ma wysokość ok. 30 cm i szerokość ok. 15 cm. Na jej przedniej stronie umieszczona jest płaskorzeźba z wizerunkiem babilońskiego króla Szamasz-szum-ukina. Stojący przodem król przedstawiony został na steli w symbolicznej roli budowniczego, trzymającego na swej głowie kosz z ziemią. Na tylnej stronie zabytku znajduje się licząca 33 linijki inskrypcja zapisana pismem klinowym w języku akadyjskim. Opisuje ona prace budowlane Szamasz-szum-ukina przy E-zidzie, głównym sanktuarium boga Nabu w Borsippie. Stela ta wraz z nieco większą i bardzo podobną stelą Aszurbanipala (BM 90865) stały najprawdopodobniej pierwotnie razem w jednej z sal E-zidy. Po nieudanej rebelii Szamasz-szum-ukina i jego śmierci w 648 r. p.n.e. jego stela została celowo uszkodzona i oszpecona.